# Liniez
Liniez település Franciaországban, Indre megyében. Lakosainak száma 324 fő (2022. január 1.). Liniez Bouges-le-Château, Bretagne, Brion, La Champenoise, La Chapelle-Saint-Laurian, Fontenay, Ménétréols-sous-Vatan és Vatan községekkel határos.

## Népesség
A település népességének változása:
| Lakosok száma | 523  | 367  | 339  | 308  | 339  | 330  | 325  | 323  | 323  | 324  |
|               | 1968 | 1982 | 1990 | 2006 | 2013 | 2015 | 2017 | 2019 | 2020 | 2022 |